# The Rake
The Rake o Il Rake in italiano (il cui nome significa: il rastrello) è un personaggio immaginario, protagonista di racconti creepypasta e videogiochi, nato come fenomeno di Internet nel 2005. Ha ispirato anche opere di terze parti. Nel 2015, era considerato uno dei personaggi più noti del genere.

## Storia
Il Rake ha avuto origine su 4chan nella sezione /b/ alla fine del 2005. Un post anonimo avviò delle discussioni per creare un nuovo mostro inquietante. Tra le molte idee emerse, una si distinse particolarmente, dando origine a un ulteriore post in cui si svilupparono ulteriori discussioni basate su questa idea. Questo processo culminò nella creazione del personaggio conosciuto come "The Rake". Durante la sua evoluzione, il personaggio subì numerosi cambiamenti di progettazione (inclusi modifiche all'aspetto e al numero degli arti) e di nome; uno dei nomi utilizzati all'epoca era "Operation Crawler".La prima apparizione della storia di "The Rake" fu pubblicata sul blog personale di Something Awful da un utente di nome Brian Somerville il 20 luglio 2006.
Questa fu la prima pubblicazione di una serie intitolata "Horror Theater". Somerville non specificò se il testo fosse stato copiato da un altro sito web e incollato sul blog o se fosse stato scritto appositamente per esso.Successivamente, apparvero diverse fan art su deviantART, oltre a fan film, fan fiction e fan game dedicati al personaggio.

## Descrizione del personaggio

### Aspetto fisico
The Rake è descritto come una creatura antropomorfa di carnagione pallida, spesso associata a sembianze simili a quelle di un cane o, più generalmente, a un animale. La sua altezza è di circa 1,50 mt, con un corpo estremamente magro che mette in evidenza le ossa. Possiede lunghi arti dotati di artigli e un'andatura che può essere sia quadrupede che, più raramente, bipede. La sua fisionomia è molto distorta e presenta due occhi rotondi e luminescenti al buio, caratteristiche che lo differenziano da molte altre creepypasta.

### Comportamento
Il comportamento del Rake consiste nell'osservare le sue vittime da una distanza ravvicinata, mantenendosi impassibile di fronte a esse, per poi attaccarle con i suoi lunghi artigli. La sua abilità di muoversi rapidamente e silenziosamente gli consente di sorprendere le vittime, che lo notano solo quando è già molto vicino. The Rake tende a preferire le zone rurali del nord-est degli Stati Uniti, in particolare lo stato di New York. Sebbene in alcune situazioni si comporti come un animale, in altre dimostra comportamenti più razionali e, in rare occasioni, riesce persino a comunicare con le sue vittime.

## Riferimenti storici
Il personaggio di Rake è presente originariamente in una sola storia, pubblicata su blog.panda6.net , che narra brevemente alcune testimonianze storiche della creatura fino ai tempi moderni.
- Registro di un marinaio inglese - (Galles) 1691 - Nel suo diario, si legge: «Oramai non ce la faccio più, quella creatura mi perseguita tutte le notti. Non so più se arriverò all'alba».

- Diario di un ufficiale spagnolo - (Spagna) 1880 - Racconta l'incontro ravvicinato di un ufficiale spagnolo con il Rake. Secondo il diario, il Rake traumatizzò l'ufficiale tanto da portarlo a incubi ricorrenti e stati di delirio.

- Lettera di un suicida - (New York) 1964 - Narra come una vittima decise di farla finita perché perseguitata. Secondo la lettera, il Rake condusse la vittima alla decisione di suicidarsi per mettere fine a incubi e stati di angoscia.

- Durante l'estate del 2003 - (Pressi di New York) Riporta le testimonianze di alcuni avvistamenti e incontri ravvicinati con il Rake. Secondo tali testimonianze, questa creatura frequenta zone specifiche e si ipotizza che alcune informazioni riguardanti il Rake vengano opportunamente cancellate per evitare la loro diffusione.
- Da un testimone - (Alaska) 2006 Racconta come il Rake uccise la famiglia di una vittima e traumatizzò quest'ultima per sempre.

## Videogiochi
Data la notevole diffusione del fenomeno, gli appassionati hanno iniziato a sviluppare diversi fan game dedicati al Rake. Il più conosciuto è The Rake: Darkness, creato dalla White Raven Dev. (autore Mark R.), il quale ha guadagnato popolarità grazie ai numerosi video di gameplay pubblicati su YouTube dai videogiocatori.  Nel corso del tempo, il videogioco è stato migliorato con l'aggiunta di nuove mappe, tra cui Back To Asylum (pubblicata il 26/27 ottobre 2012) e Hostel (pubblicata il 10 novembre 2012), e ha acquisito compatibilità con vari sistemi operativi, tra cui macOS, Windows (XP/Vista/7/8) e Linux. Attualmente è in fase di sviluppo un pacchetto chiamato "The Dark Path", che includerà il doppiaggio del gioco in tre lingue: inglese, italiano e tedesco.
Il 13 luglio 2015, Konsordo ha pubblicato su Steam Greenlight  un altro fan game intitolato Rake, un survival horror giocabile anche in modalità multigiocatore. In questo gioco, i giocatori devono localizzare il Rake utilizzando vari strumenti e tentare di eliminarlo senza diventare le sue nuove vittime.

## Influenza
Il personaggio di The Rake ha influenzato molto la rete tanto da guadagnarsi una discreta fama sul web ottenendo persino il ruolo di antagonista in una webseries pubblicata su YouTube dal canale EverymanHYBRID, in cui The Rake appare insieme a un altro personaggio delle creepypasta, lo Slender Man.
Le opere create dai fan come foto e video, essendo molto realistiche, hanno influenzato la comunità internettiana tanto da scatenare l'ipotesi che il Rake potesse esistere realmente. Le opere create suscitarono dibattiti sulla possibilità che il Rake fosse una creatura reale e che fosse una delle tante stranezze dei boschi americani come Bigfoot o l'Uomo falena (Mothman). Solo dopo un po' di tempo fu smentita la possibilità che il Rake fosse reale.